# Колония-Леополдина
Колония-Леополдина (порт. Colônia Leopoldina) — муниципалитет в Бразилии, входит в штат Алагоас. Составная часть мезорегиона Восток штата Алагоас. Входит в экономико-статистический микрорегион Мата-Алагоана. Население составляет 19 363 человека на 2007 год. Занимает площадь 295,7 км². Плотность населения — 65,5 чел./км².
Праздник города — 16 июля.

## История
Город основан в 1852 году.

## Статистика
- Валовой внутренний продукт на 2005 год составляет 84 325 000 реалов (данные: Бразильский институт географии и статистики).
- Валовой внутренний продукт на душу населения на 2005 год составляет 4694 реала (данные: Бразильский институт географии и статистики).
- Индекс развития человеческого потенциала на 2000 год составляет 0,578 (данные: Программа развития ООН).

## География
Климат местности: тропический. В соответствии с классификацией Кёппена, климат относится к категории As´.